# Cláudia (Mato Grosso)
Cláudia é um município brasileiro do estado de Mato Grosso. Localiza-se a uma latitude 11º30'54" sul e a uma longitude 54º53'27" oeste, possui uma área de 3.820,948 km² e sua população estimada em 2017, em 11 716 habitantes.

## História
Os primeiros habitantes da região onde está assentado o município de Cláudia, foram os índios Kayabi, de Língua tupi. A chegada dos brancos, principalmente os seringueiros, ocasionou o afastamento dos índios para outras regiões, como para a área do Xingu e na área indígena Kayabi.
A colonização de Cláudia se deu em meados de 1978, após a aprovação do Projeto de Colonização designado “Gleba Celeste-5ª Parte”, constituído por 715 lotes rurais e 1.014 chácaras, com uma área de 113.146.8470 hectares. Emancipado pela portaria INCRA/Nº 15 de 19 de maio de 1981, e Portaria MIRAD/SEASC/Nº 20, de 12 de julho de 1988, sendo aprovado também o loteamento denominado Cidade Cláudia em conformidade com o Decreto - Lei nº 58, de 10 de dezembro de 1977, regulamentado pelo Decreto nº333097 de 15 de setembro de 1978 e pela Lei nº 6.766 de 19 de dezembro de 1979, registrado sob o nº 01 da matrícula nº 17.636, do livro nº 2-BC de Registro Geral em 3 de abril de 1984, no cartório de 6° Ofício, 3º Circunscrição Imobiliária da Comarca de Cuiabá, estado de Mato Grosso, ainda município de Sinop.
A cidade Cláudia foi projetada para receber 25.000 habitantes, servindo de apoio aos bairros rurais dos municípios de: Fátima, Lenita, Beatriz, Ireni, Veruska, e os bairros e Chácaras Brasília e Cuiabá. O povoado de Cláudia passou a ser Distrito no ano de 1983, através de uma indicação do então vereador Wilson Baggestoss, aprovada pela Câmara de Sinop sob o nº 001/83, transformando posteriormente no Projeto de Lei nº 080/85, o qual definia a área e os limites do município. Em 25 de Maio de 1985, o Diário Oficial de Mato Grosso publicava o projeto de Lei nº 48/85, que criava o Distrito de Cláudia, mas por motivos vários somente foi transformado na Lei 5045, em 1 de Setembro de 1986, sancionada pelo ex-governador Vilmar Peres.
Cláudia continuou se desenvolvendo de forma expressiva, o que motivou as lideranças políticas locais a lutarem para que o Distrito viesse a ser Município, para que isso acontecesse foi encaminhado um ofício ao Deputado José Lacerda para que este defendesse junto à Câmara Legislativa Estadual o projeto de Lei que transformaria Cláudia em município, daí por diante houve uma sucessão de atos burocráticos como a publicação do Projeto – Legislativo nº 2.680, de 24 de Maio de 1988, criando o município de Cláudia, em seguida foi realizado o plebiscito com expressiva votação a favor da emancipação do Município culminado finalmente na oficialização da criação do Município de Cláudia através da Lei nº 5319, de 4 de Julho de 1988, sancionada pelo Governador Carlos Bezerra.
As eleições municipais realizadas no dia 15 de Novembro de 1988, juntamente com o restante do país, o povo de Cláudia elegeu seu 1° Prefeito, Sr. José Augusto Formigoni e Vice-Prefeito Sr. Acássio Guzzo e os primeiros nove Vereadores do Município. A posse solene do Prefeito, Vice-Prefeito e vereadores se deu no dia primeiro de janeiro de 1989.

### O nome
Até alcançar a sua emancipação Política Administrativa o Município de Cláudia era administrado por uma sub-prefeitura, vinculada ao Município mãe (Sinop).Todo o loteamento Gleba Celeste, as cidades, estradas, córregos, ribeirões e bairros receberam nomes de mulheres. A literatura existente conta que foram denominadas assim pelo colonizador Enio Pipino, proprietário da Colonizadora Sinop, empresa responsável pela colonização desta região na intenção de homenagear as mulheres.
“As mulheres, dentro da pureza de sua criação, são fontes de vitalidade na organização do bem familiar, contribuem, dão significado e tornam possível a visão de um futuro de paz e progresso. Foi dessa inspiração que nasceu o nome de Cláudia”, declarou o fundador.
Existe ainda muito folclore quanto a denominação do nome de Cláudia, alguns dizem que os nomes de mulheres seriam para homenagear amigas do colonizador Enio Pepino, porém isso nunca foi confirmado.
Hoje Cláudia e região é privilegiada por obras de infraestrutura, cooperativa e campos experimentais, escolas, igrejas, centros de lazer. Incluindo Cláudia, a colonizadora SINOP implantou 11 cidades, reuniu milhares de pessoas.

## Geografia
Cláudia limita-se com os municípios de União do Sul, Sinop, Itaúba, Santa Helena e Santa Carmem. Suas coordenadas geográficas são Latitude Sul 11º 35’53” e Longitude 54º 52’12”. Possui uma extensão territorial de 2.867 km². No início do projeto original a extensão territorial prevista era de 4.400 km², de acordo com a certidão do Registro Geral de Imóveis do Cartório do 6° de Cuiabá, datada de18 de junho de 1984. Com a perda de territórios limítrofes para outros municípios, primeiramente de Santa Carmem, após União do Sul e por fim Santa Helena, a extensão territorial acabou ficando praticamente pela metade do projeto original.
Está a 606 km de distância da capital do estado do Mato Grosso, Cuiabá. Em 1999 a área desmatada no município em percentual era de 24,84%.
População
- 1991 -  9 024 habitantes
- 1996 - 12 751 habitantes
- 2000 - 10 249 habitantes
- 2007 - 10 648 habitantes
- 2010 - 11 028 habitantes
- 2014 - 11 457 habitantes

Em 1996 ocorreu a divisão do município de Cláudia, tendo o distrito de União do Sul sido elevado à categoria de município. Em 2000 ocorreu outro desmembramento, do povoado de Santa Helena.

População segundo domicílio
- Urbana: 7.852 habitantes
- Rural: 2.397 habitantes

População por sexo
- Homens: 5.441 habitantes
- Mulheres: 4.808 habitantes

(Fonte: IBGE/2000)
Em 2011 Cláudia possuía uma frota de 2986 carros, 3541 motocicletas e 4259 bicicletas.

## Últimos prefeitos eleitos
| Ano  | Prefeito        | Partido | Votos | %     | Ref   |
| ---- | --------------- | ------- | ----- | ----- | ----- |
| 2004 | Kurten          | PSDB    | 3.063 | 54,53 | [ 5 ] |
| 2008 | Vilmar da Matao | PMDB    | 2.939 | 50,40 | [ 6 ] |
| 2012 | Joao Batista    | PSD     | 3.318 | 56,49 | [ 7 ] |
| 2016 | Altamir Kurten  | PSDB    | 2.991 | 50,76 | [ 8 ] |
| 2020 | Altamir Kurten  | PSDB    | 2.949 | 50,47 | [ 9 ] |